# Evangelický kostel (Růžová)
Evangelický kostel v Růžové na Děčínsku byl vystavěn roku 1864 v novorománském slohu a vysvěcen na sv. Václava 28. září 1864. Od roku 1875 byla Růžová samostatnou evangelickou farní obcí, pod niž spadalo 53 obcí z okolí. V samotné Růžové se k evangelíkům hlásilo 236 věřících.
Architektonicky byl kostel inspirován sborovými domy obnovené Jednoty bratrské. Oltář byl umístěn při jižní stěně sálu, varhany pak na protější. Po stranách oltáře byla situována kazatelna a křtitelnice. Kapacita sálu byla 200 až 300 míst
Již roku 1862 byl na úbočí dnešního Kovářova vrchu vystavěn evangelický hřbitov. V roce 1896 byla ke kostelu přistavěna část sloužící potřebám evangelické bohoslovecké školy (její činnost byla ukončena roku 1937).
Po roce 1945 kostel využívala Církev československá, od 60. let sloužil jako kino a k bydlení. Poté postupně zchátral až do havarijního stavu.
Podle katastru je stavba s pozemkem ve vlastnictví dvou fyzických osob, každé polovičním dílem. Podle dříve dostupných údajů o těchto osobách mají obě bydliště v Růžové.